# Galléros pálmalóri
A galléros pálmalóri (Vini solitaria), korábban remetelóri, a madarak (Aves) osztályának a papagájalakúak (Psittaciformes) rendjéhez, és a szakállaspapagáj-félék (Psittaculidae) családjába, azon belül a lóriformák (Loriinae) alcsaládjába tartozó faj.

## Rendszerezése
Korábban a Phigys nem egyetlen faja volt, a 2020-ban lezajlott filogenetikai vizsgálatok eredményeképp sorolták át a Vini nembe.

## Elterjedése
A Fidzsi-szigetek területén honos.